# Tad Jones
Tad Jones (Nova Orleães, Louisiana, 19 de Setembro de 1952 - 1 de Janeiro de 2007) foi um historiador de música e pesquisador norte-americano mais conhecido por ter descoberto a correcta data de nascimento de Louis Armstrong, (4 de Agosto de 1901).
Thaddeus Bunol Jones era natural e residente de Nova Orleães, Louisiana, tendo-se formado na Loyola University of New Orleans. Ele desenvolveu interesses na música e história de Nova Orleães quando ainda era jovem, e fez importantes entrevistas de história oral com músicos durante a sua adolescência.
Deu contribuições significativas para a pesquisa nos rhythm and blues, início do rock and roll e jazz.
As suas outras actividades incluiam administração de publicação musical para os The Radiators. Servia como organizador do programa dos "Satchmo Summerfest", uma conferência anual levada a cabo para celebrar o aniversário de Louis Armstrong, a qual leva uma lista seleccionada de estudiosos e fãs a Nova Orleães em cada dia 4 de Agosto. Jones também foi responsável por conduzir numerosas entrevistas com músicos de cada periodo e estilo da música de Nova Orleães, muitos dos quais estão domiciliados no "William Ransom Hogan Jazz Archive" na Tulane University. Também serviu como consultor de numerosos documentários e filmes. Jones também era um dos membros fundadores da Tipitina's Foundation, formada após a morte do Professor Longhair em 1980.
Tad Jones faleceu inesperadamente aos 54 anos, no dia 1 de Janeiro de 2007, em consequência de uma queda.
Jones foi coautor de "Up From the Cradle of Jazz" com Jason Berry e Johnathan Foose. O seu livro sobre o começo da vida de Louis Armstrong estava quase completo quando morreu, e espera-se que seja publicado.